# Pycnanthemum incanum
Pycnanthemum incanum é uma planta herbácea perene da família da hortelã.

## Distribuição
A planta está espalhada pelo leste dos Estados Unidos e em Ontário, Canadá. Prefere solo rochoso, gravilha ou arenoso e geralmente cresce em bosques, matagais, campos e colinas.

## Conservação
Está listado como uma espécie em extinção em Vermont e New Hampshire e em Ontário, onde existem apenas duas populações restantes localizadas em um único trecho de savana de carvalho perto de Burlington. Atualmente, existe uma estratégia de recuperação organizada pelo Ministério de Recursos Naturais de Ontário para monitorar essas últimas populações.

## Descrição
Pycnanthemum incanum cresce para 2 a 4 pés (0,6 a 1,2 m) de altura por 4 pés (1,2 m) de largura. As hastes são cobertas com uma penugem macia e esbranquiçada. Produtor vigoroso e muitas vezes agressivo, esta planta se espalha por longos rizomas.
Flores brancas aparecem de julho a setembro. Pycnanthemum significa "densos cachos de flores" em grego, e as flores são favorecidas por borboletas, mariposas, abelhas e algumas espécies de vespas.

## Variedades
Existem duas variedades:
- Pycnanthemum incanum var. incanum - Ontário, leste dos EUA
- Pycnanthemum incanum var. puberulum (E.Grant & Epling) Fernald - Virgínia Ocidental, Alabama, Carolina do Norte + Carolina do Sul

## Usos
Quando esmagadas, as folhas emitem um forte aroma a menta e são frequentemente usadas para aromatizar chás.

## Uso medicinal
Esta espécie contém tanino e é considerada um adstringente.
O Choctaw colocou as folhas amassadas em água morna, que o paciente bebeu e que foi derramada sobre a cabeça para aliviar dores de cabeça. Para os pacientes que estavam doentes o tempo todo, as folhas eram esmagadas na água, o médico tomou um bocado de água e soprou no paciente três vezes na cabeça, três vezes nas costas e três vezes no peito. Antes do próximo nascer do sol, o paciente foi banhado pelo medicamento.
Os Koasati esmagaram as folhas na água e usaram a água para tratar a preguiça. O paciente banhou o rosto na água fria e bebeu. Nos sangramentos nasais, a planta foi molhada e colocada nas narinas para impedir o sangramento. As raízes foram cozidas juntamente com Salgueiro Negro e embriagadas para aliviar dores de cabeça.
É considerado também uma fonte de alimento para mamíferos grandes.